# Il 13º guerriero
Il 13º guerriero (The 13th Warrior) è un film del 1999 diretto da John McTiernan, tratto dal romanzo Mangiatori di morte di Michael Crichton, a sua volta ispirato al poema epico Beowulf.
Il protagonista è ispirato alla figura di Ahmad ibn Fadlan, un cronista arabo di origine persiana realmente esistito che viaggiò sul Volga, dove venne a contatto con i Vichinghi e, nonostante li considerasse un popolo rozzo e primitivo, ne documentò molte usanze quali i funerali con le sepolture navali, il modo di lavarsi tutti con la stessa acqua, il loro modo di pregare, ecc.
Inizialmente la colonna sonora era stata composta da Graeme Revell e Lisa Gerrard, poi sostituiti da Jerry Goldsmith in fase di produzione. Il film fu un enorme insuccesso finanziario, i cui costi di produzione e di commercializzazione raggiunsero i 160 milioni di dollari, a fronte di soli 61.7 milioni di dollari di incasso mondiale, ma è stato successivamente rivalutato come un cult.

## Trama
Anno 922: Ahmed Ibn Fahdlan è un colto cortigiano di Baghdad, uno dei più importanti centri culturali del Medio Oriente. A causa di una sua relazione con la moglie di un potente signore, quest'ultimo convince il Califfo a nominare Ahmed ambasciatore nelle Terre del Nord al fine di allontanarlo dalla città. Nel viaggio è accompagnato da Melchisidek, vecchio amico di suo padre. Inseguiti ed attaccati dai Tartari, vengono salvati da un gruppo di Normanni: Ahmed non parla la loro lingua, la imparerà in seguito. Melchisidek riesce a comunicare con essi in latino e, nonostante le perplessità, Ahmed resta convinto che si tratta di un popolo rozzo e primitivo e vorrebbe riprendere la strada.
Ma secondo il responso di un'indovina, l'arabo è l'uomo che i vichinghi cercano: il loro villaggio, minacciato da un popolo di misteriose creature, i Wendol, potrà essere salvato solo con l'intervento di una compagnia di tredici guerrieri, di cui uno straniero. Ahmed, considerato un ospite d'onore, viene ricevuto dall'anziano re Hrotgar. Il sovrano spiega loro il pericolo che li minaccia, ovvero il terribile popolo barbaro dei Wendol, ritenuti scomparsi da generazioni, citando anche il risveglio di un enorme drago di fuoco. Dapprima i guerrieri non credono al racconto del re, ma l'incontro con un fanciullo coperto di sangue farà loro cambiare idea. Giunti nella capanna del bambino, scoprono con orrore che i corpi dei familiari sono stati mutilati e mangiati.
I Wendol attaccano il villaggio nella notte, approfittando della nebbia. Durante il sanguinoso agguato, Ahmed viene ferito in viso e due dei dodici guerrieri vichinghi perdono la vita. Al termine dello scontro, i cadaveri dei Wendol uccisi sono scomparsi, si pensa che siano demoni invincibili. Convinti che presto i Wendol torneranno, e più numerosi, i guerrieri si prestano a costruire alcune rozze difese attorno al villaggio. Un suono di corno annuncia il risveglio del drago di fuoco. Durante il salvataggio di una fanciulla rimasta fuori dalle mura, Ahmed scopre che il drago in realtà sono gli stessi Wendol a cavallo, in fila e illuminati da fiaccole.
L'attacco in massa finisce con il ritiro dei Wendol e con la perdita di altri vichinghi, ma nel mentre Ahmed scopre che i Wendol sono in realtà semplici uomini travestiti e non creature demoniache. La moglie del re decide di portare i guerrieri da una vecchia indovina, che mette in guardia il capo, Buliwyf: per distruggere i Wendol dovrà uccidere la loro madre e il loro capo, ovvero colui che indossa i corni del potere. Termina dicendo che dovrà cercarli nella terra. Ahmed, avendo notato che i Wendol usano pelli di orso e vari ornamenti che rappresentano questo animale, intuisce che il loro covo si trova dentro delle caverne.
I guerrieri individuano il loro covo e penetrano in segreto sino alla caverna della "madre dei Wendol", una strega che Buliwyf si incarica di uccidere ma venendo ferito da un artiglio avvelenato. La compagnia riesce a fuggire seguendo un corso d'acqua sotterraneo che li porterà sino al mare.
I Wendol non tardano a vendicarsi dei Normanni: partecipa anche Buliwyf, nonostante sia allo stremo per gli effetti letali del veleno. L'esito della battaglia è favorevole ai vichinghi che trionfano quando Buliwyf riesce ad uccidere il capo. Il vichingo raccoglie le sue ultime forze per sedersi su un trono e morire da quel re che non era, ma che meritava di essere.
Per onorare il capo della spedizione e rendere immortali le sue gesta, Ahmed, una volta ripreso il largo per tornare a sud, decide di scrivere una cronistoria degli avvenimenti, ringraziando Allah per avergli concesso il grande dono di conoscere e combattere a fianco di guerrieri così diversi da lui e, al tempo stesso, valorosi e onorevoli.